# Macrosphenus
Macrosphenus là một chi chim trong họ Macrosphenidae.